# 1234 Elyna
1234 Elyna är en asteroid i huvudbältet som upptäcktes den 18 oktober 1931 av den tyske astronomen Karl Wilhelm Reinmuth. Asteroidens preliminära beteckning var 1931 UF. Asteroiden fick senare namn efter en art i släktet Kobresia, sävstarrar.
Den tillhör asteroidgruppen Eos.
Initialbokstäverna för asteroiderna 1227 till 1234 bildar därmed namnet G. Stracke. Den tyske astronomen Gustav Stracke undanbad sig att bli namngiven och hedrades i stället på detta vis. Han fick också senare 1019 Strackea uppkallad efter sig.
Elynas senaste periheliepassage skedde den 14 oktober 2020. Asteroidens rotationstid har beräknats till 17,6 timmar.